# Tišenpolj
Tišenpolj je naselje v Občini Kostel. Po njem se imenujejo bližnji Tišenpoljski slapovi na Nežici.